# Microfluidos

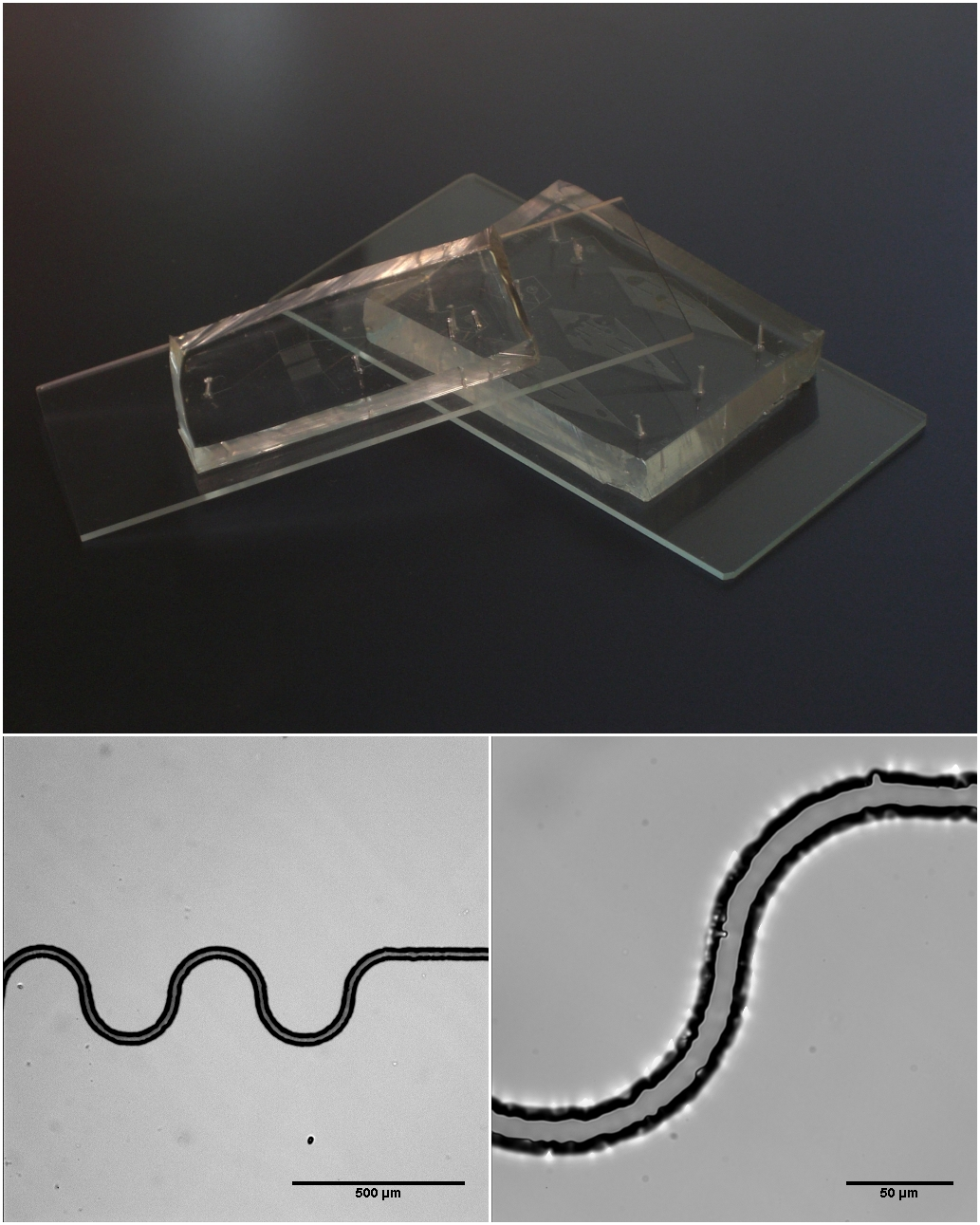
Fotografías de mínimas cantidades de microfluidos al microscopio

El estudio de los microfluidos es un campo multidisciplinar que comprende partes de la Física, la Química, la Ingeniería y la Biotecnología. Estudia el comportamiento de los fluidos en la microescala y la mesoescala. También comprende el diseño de sistemas en los que se emplean muy pequeñas cantidades de fluido.
El comportamiento de los fluidos en la microescala difiere sustancialmente de lo observado en la macroescala. La tensión superficial y la disipación de la energía son completamente diferentes. En microcanales de 10 a 500 nanómetros de diámetro el número de Reynolds es extremadamente bajo; típicamente es de tan solo unas décimas. Por lo tanto, el flujo es siempre laminar y no ocurren turbulencias; sólo la difusión interviene en la mezcla de fluidos.
Un efecto importante es que la relación de superficie por volumen es muy alta, por lo que cualquier reacción química en un microfluido se ve muy acelerada.
Ya existen diversos dispositivos comerciales que hacen uso de microfluidos, como ciertos arrays de ADN y los laboratorios en un chip (lab-on-a-chip).

## El comportamiento de los fluidos en la microescala
El comportamiento de los fluidos en la microescala pueden diferir de los macrofluidos en factores como la tensión superficial, disipación de energía, y la resistencia fluídica en el comienzo para dominar el sistema. La microfluídica estudia estos cambios de comportamiento y la forma en que se pueden evitarse o explotarse para nuevos usos.
En pequeña escala (diámetros de entre 100 nanómetros y varios cientos de micrómetros, aproximadamente) aparecen algunas propiedades de especial interés. El número de Reynolds, que caracteriza la presencia de un flujo turbulento, es extremadamente bajo, por lo que el flujo laminar se mantendrá. De este modo, uniendo dos fluidos no podrían mezclarse fácilmente a través de las turbulencias, por lo que la difusión debe hacerse por sí solo en los dos fluidos a mezclar.

## Efectos de micro dominio
- Flujo laminar
- Tensión superficial
- Electrohumedecimiento
- Rápida relajación térmica
- Cargas eléctricas superficiales
- Difusión

## Aplicaciones en áreas claves
Los avances en tecnología microfluídica están revolucionando la biología molecular en los procedimientos de análisis enzimáticos (por ejemplo, la glucosa y los ensayos de lactato), análisis de ADN (por ejemplo, la reacción de la polimerasa en cadena y de alto rendimiento de secuenciación), y la proteómica. La idea básica de los biochips microfluídicos es integrar las operaciones de ensayo, como la detección, así como muestra de pretratamiento y la preparación de la muestra en un chip.
Una nueva área de la aplicación de los biochips es la patología clínica, sobre todo el inmediato punto de atención de diagnóstico de enfermedades. Además, la microfluídica basada en dispositivos, son capaces de un muestreo continuo y en tiempo real de las pruebas de muestras de aire/agua para los análisis bioquímicos de toxinas y otros patógenos peligrosos.